# ヴェラ (人工衛星)

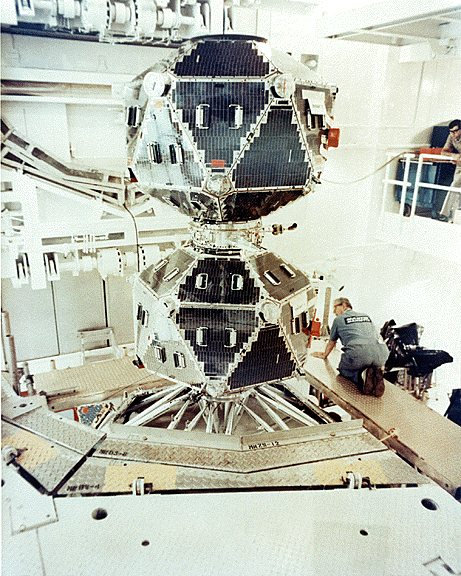
整備中のヴェラ5A・5B。

ヴェラ（英語: Vela）は、アメリカ合衆国が打ち上げた一連の核実験監視の人工衛星。
アメリカ、ソビエト連邦、その他の関連する各国によって1963年に締結された「部分的核実験禁止条約」(PTBT) の遵守を監視するためにアメリカが始めたヴェラ・プロジェクトの一部を成す衛星群で、1975年までに12機打ち上げられた。サンディア国立研究所とTRW社で開発され、正二十面体の機体にX線、ガンマ線、中性子線の検出器を搭載している。ヴェラはスペイン語で「不寝番」(vigil) や「見張り人」(watch) という意味。

## 詳細
ヴェラは、少ない予算で1959年より開始された研究計画であった。それが26年を経て経済的な宇宙システムとして成功した。核探知の役割は、1970年代にはDSP衛星システム (Defense Support Program Satellite) に、1980年代にはナブスターGPS衛星 (Navstar Global Positioning System Satellite) にとって代わられた。計画は今ではIONDS (Integrated Operational Nuclear Detection System) と呼ばれている。
製造された衛星は合計12機で、6機は「ヴェラ・ホテル」(Vela Hotel) 型であり6機は「発展型ヴェラ」(Advanced Vela) 型であった。ヴェラ・ホテル・シリーズは宇宙空間での核爆発を探知するものであったが、発展型ヴェラ・シリーズでは宇宙空間だけでなく大気圏内での核爆発も探知するものであった。
すべての衛星はアメリカのサンディア国立研究所によって開発、TRW社によって製造され、毎回2機ずつが「アトラス・アジェナ」(Atlas-Agena)・ロケットか「タイタン III-Cブースター」・ロケットによって、ヴァン・アレン帯よりも上層の63,000-70,000マイルの軌道へ打ち上げられた。最初のヴェラ・ホテルの1組は、1963年に打ち上げられ、その3日後に核実験禁止条約が締結された。ヴェラ・ホテルの最後の打ち上げは1965年であった。設計時の寿命は6か月であったが、結局5年間稼動していた。発展型ヴェラは1967年と1969年、1970年に打ち上げられた。書類上の設計寿命は18か月であったが、後に7年間に変更された。実際は1969年に打ち上げられたヴィークル9が最後まで稼動して1984年に機能を停止したので、結局ほぼ15年間の寿命であった。
最初のヴェラ衛星は外部に12個のX線測定器と内部に18個の中性子・ガンマ線測定器を備えていた。
それらは90ワットの発電能力を持つ太陽電池パネルによって動作していた。
発展型ヴェラ衛星は従来型に加えて、1000分の1秒以下の間隔で光量を測定する「bhangmeters」と呼ばれる非画像型のシリコンフォトダイオード・センサーを2つ備えた。それらはおよそ3,000マイルの範囲で核爆発の場所を特定できる。大気圏内核爆発は「2こぶカーブ」と呼ばれる特徴的な痕跡を持つ。まず短く、1ミリ秒程度持続する強烈な光線を放つ。続いて第2のずっと長く、しかし弱い発光が、数分の1秒から数秒かけて強まる。
この効果は初期の火球表面が、すぐに大気中に広がりイオン化ガスを成す衝撃波によって覆われることで生じる。衝撃波自身が放つ光も無視できないほどに存在するが、衝撃波が光球の光の放射を妨げ遮蔽する。衝撃波が拡大する事で冷えて光を通すようになり、内部の熱く輝く火球が見えるようになる。このような特徴を持つ光線は、自然現象では生じ得ない。大気圏内核爆発から発生する電磁パルス (EMP) も備えられたセンサーで検出できた。これらの計測機器によって増えた電力は、より大きくなった衛星の120ワットの太陽電池パネルによって供給された。
ヴェラ衛星は、偶然にも未知の天文現象であるガンマ線バーストを初めて観測した。1967年7月2日に発生したガンマ線バーストはGRB 670702と名づけられた。
1979年9月22日、ヴェラ6911号は南アフリカ沖インド洋上で未確認の「二重の閃光 (double flash)」を感知した。この現象に関し、大統領の特別小委員会は検出器のエラーと結論づけているが、DIAや一部の研究機関はこれは南アフリカとイスラエルの共同による核実験であるとしている。核爆発による放射性降下物など他の証拠は確認されておらず、諸説はあるが現在に至るも詳細は不明である。詳しくはヴェラ事件を参照のこと。